# Гельфер Григорій Аркадійович
Григорій Аркадійович Гельфер (нар. 26 травня 1954, Дніпропетровськ) — заслужений діяч мистецтв України, художній керівник Театру «КВН ДГУ», керівник Художньої ради при міському голові Дніпра, депутат Дніпровської міської ради.

## Життєпис
Григорій Гельфер народився у 1954 році в місті Дніпро. Навчався в дніпропетровській школі № 71, яку закінчив із золотою медаллю. Школярем відвідував літературну студію та почав грати у КВК. Вищу освіту за спеціальністю «прикладна математика» здобув у Дніпропетровському державному університеті на механіко-математичному факультеті. Після закінчення працював програмістом Дніпропетровського центру обчислювальної техніки та інформатики. Тоді ж писав гумористичні оповідання, п'єси під псевдонімом Григорій Аркадьєв, які друкувалися в «Літературній газеті» та журналах «Юність», «Крокодил», «Студенческий меридиан», «Перец». Тоді ж опублікував книгу «Место для Коноплева».
- 1984 рік — вступив до Московського літературного інституту ім. Горького на заочну форму навчання (спеціальність «драматургія»), який успішно закінчив у 1990 році.
- 1987 рік — став організатором, автором та художнім керівником відомої телевізійної команди «КВН ДГУ», яка з 1994 року була перетворена на єдиний у своєму роді театр «КВН ДГУ». За період існування колектив дав понад 1000 концертів в Україні, а також у країнах СНД, Німеччині, Ізраїлі та США.
- 2014 рік — у співавторстві з Євгеном Гендіним написав текст до пісні «Детка, это Днепр», який неофіційно вважають гімном міста Дніпра.

## Політична діяльність
Григорій Гельфер — депутат Дніпровської міської ради III-го, IV-го и VII-го скликань, член постійної депутатської комісії з питань освіти, культури, молоді та спорту. Є керівником Художньої ради при міському голові Дніпра. Завдячуючи ініціативі очолюваної ним ради, у місті відродили щорічний фестиваль «Джаз на Дніпрі», фестиваль авторської пісні ім. О. Галича Міжнародний фестиваль авторської пісні ім. О. Галича «Хмари» та інші знакові культурні події. Наразі за ініціативи Григорія Гельфера планується відкриття школи мистецтв Вадима Сідура, де будуть навчати людей, які готуватимуть якісні проєкти зі зміни міського середовища: ландшафт, урбаністика, дизайн і все, що пов'язане з обличчям міста Дніпро.

## Громадська діяльність
Григорій Гельфер — депутат Дніпровської міської ради III-го, IV-го и VII-го скликань, секретар постійної депутатської комісії з питань освіти, культури, молоді та спорту. Є керівником Художньої ради при міському голові Дніпра, очолює Міжнародний Благодійний фонд «Культурна столиця». За його ініціативи у Дніпрі відродили щорічний Міжнародний джазовий фестиваль «Джаз на Дніпрі», започаткували проєкти Міжнародний книжковий фестиваль «Book Space», фестиваль блогерів «Дніпровський пост», фестиваль авторської пісні ім. О. Галича «Облака» тощо. Наразі за ініціативи Григорія Гельфера у Дніпрі відкрито школу мистецтв Вадима Сідура.

## Сім'я
Одружений. Має двох синів та чотирьох онуків.